# Шахтёрский (Кемеровская область)
Шахтёрский — упразднённый посёлок в Новокузнецком городском округе Кемеровской области России. Исключён из учётных данных в 2000 году. Фактически включен в состав города Новокузнецк.

## География
Шахтёрский располагался на реке Есаулка, на расстоянии приблизительно 5 км по прямой к северо-востоку от станции Новокузнецк-Северный. Станция Полосухино Западно-Сибирской железной дороги.

## История
Решением Кемеровского ОИК № 34 от 12 января 1962 года посёлку шахты «Большевик» Сидоровского сельсовета Новокузнецкого района присвоено название посёлок Шахтёрский. Решением ОИК № 519 от 6 сентября 1965 года посёлок Шахтёрский передан в административное подчинение Заводского райсовета города Новокузнецк.
Законом Кемеровской области от 25 октября 2000 года № 708 посёлок исключен из учётных данных.

## Население
| 1970 | 1979  | 1989 |
| ---- | ----- | ---- |
| 1723 | ↘1163 | ↘612 |